# 玛丽·科瓦若娃
玛丽·科瓦若娃（捷克語：Marie Kovářová，1927年5月11日—2023年1月4日），捷克女子竞技体操运动员。她曾代表捷克斯洛伐克参加1948年夏季奥林匹克运动会体操比赛，获得女子团体全能金牌。